# Comuna Miceștii de Câmpie, Bistrița-Năsăud
Miceștii de Câmpie (în maghiară: Mezőkecsed) este o comună în județul Bistrița-Năsăud, Transilvania, România, formată din satele Fântânița, Miceștii de Câmpie (reședința) și Visuia.

## Demografie
Componența etnică a comunei Miceștii de Câmpie
     Români (70,27%)
     Maghiari (21,09%)
     Romi (3,17%)
     Alte etnii (0%)
     Necunoscută (5,46%)
Componența confesională a comunei Miceștii de Câmpie
     Ortodocși (69,73%)
     Reformați (18,47%)
     Greco-catolici (3,39%)
     Adventiști (1,42%)
     Alte religii (1,42%)
     Necunoscută (5,57%)
Conform recensământului efectuat în 2021, populația comunei Miceștii de Câmpie se ridică la 915 locuitori, în scădere față de recensământul anterior din 2011, când fuseseră înregistrați 1.086 de locuitori. Majoritatea locuitorilor sunt români (70,27%), cu minorități de maghiari (21,09%) și romi (3,17%), iar pentru 5,46% nu se cunoaște apartenența etnică. Din punct de vedere confesional, majoritatea locuitorilor sunt ortodocși (69,73%), cu minorități de reformați (18,47%), greco-catolici (3,39%) și adventiști (1,42%), iar pentru 5,57% nu se cunoaște apartenența confesională.

## Politică și administrație
Comuna Miceștii de Câmpie este administrată de un primar și un consiliu local compus din 9 consilieri. Primarul, Ioan Becan[*], de la Partidul Național Liberal, este în funcție din 2016. Începând cu alegerile locale din 2024, consiliul local are următoarea componență pe partide politice:
|  | Partid                                 | Consilieri | Componența Consiliului | Componența Consiliului |
|  | -------------------------------------- | ---------- | ---------------------- | ---------------------- |
|  | Partidul Național Liberal              | 2          |                        |                        |
|  | Partidul Social Democrat               | 2          |                        |                        |
|  | Uniunea Democrată Maghiară din România | 2          |                        |                        |
|  | Alianța pentru Unirea Românilor        | 1          |                        |                        |
|  | Alianța Dreapta Unită                  | 1          |                        |                        |
|  | Partidul Puterii Umaniste              | 1          |                        |                        |

## Atracții turistice
- Biserica reformată din Fântânița (monument istoric)
- Biserica ortodoxă din satul Fântânița
- Troița Eroilor Români din Primul Război Mondial, Fântânița
- Sit-uri arheologice (așezări umane în diferite epoci ale istoriei): "La Izvoară" (epoca romană), "La Tigla" (epoca bronzului), "La Cumpăna" (din prima epocă fierului și epoca romană târzie)

## Personalități născute aici
- Emil Dreptate (n. 1946), scriitor, membru al Uniunii Scriitorilor din România.

## Galerie de imagini

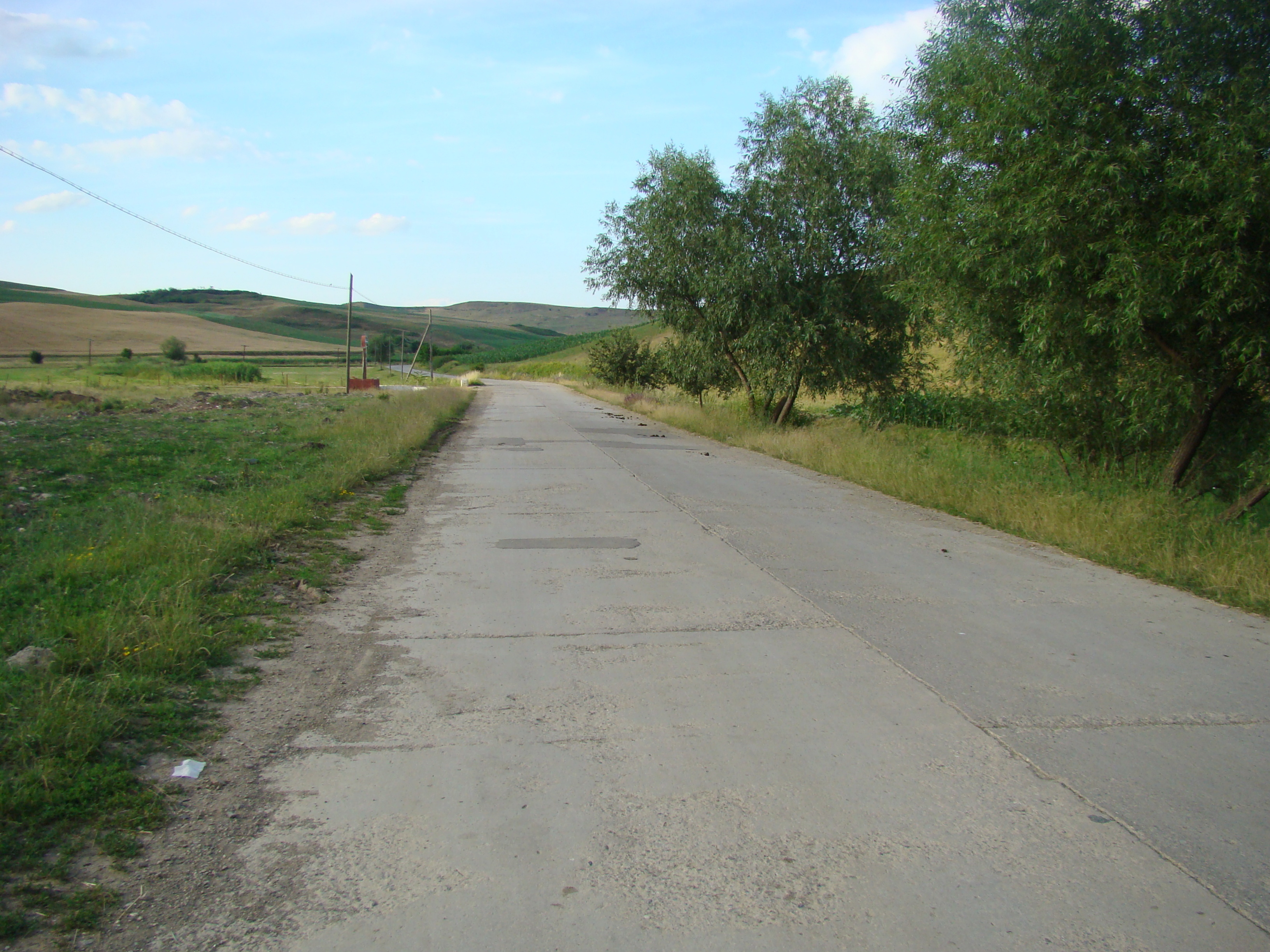
Drumul Miceștii de Câmpie-Sânmihaiu de Câmpie
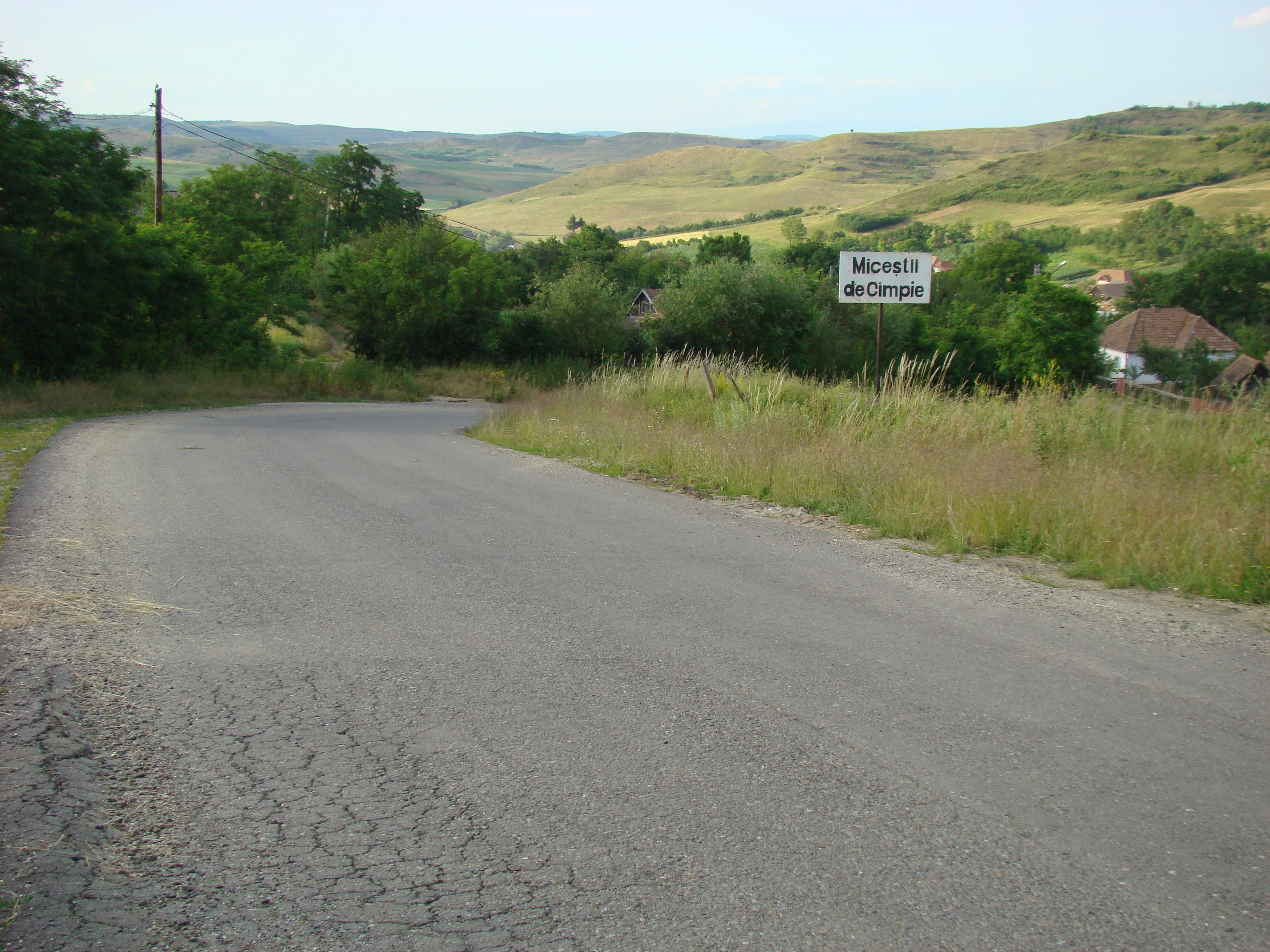
Intrarea în Miceștii de Câmpie
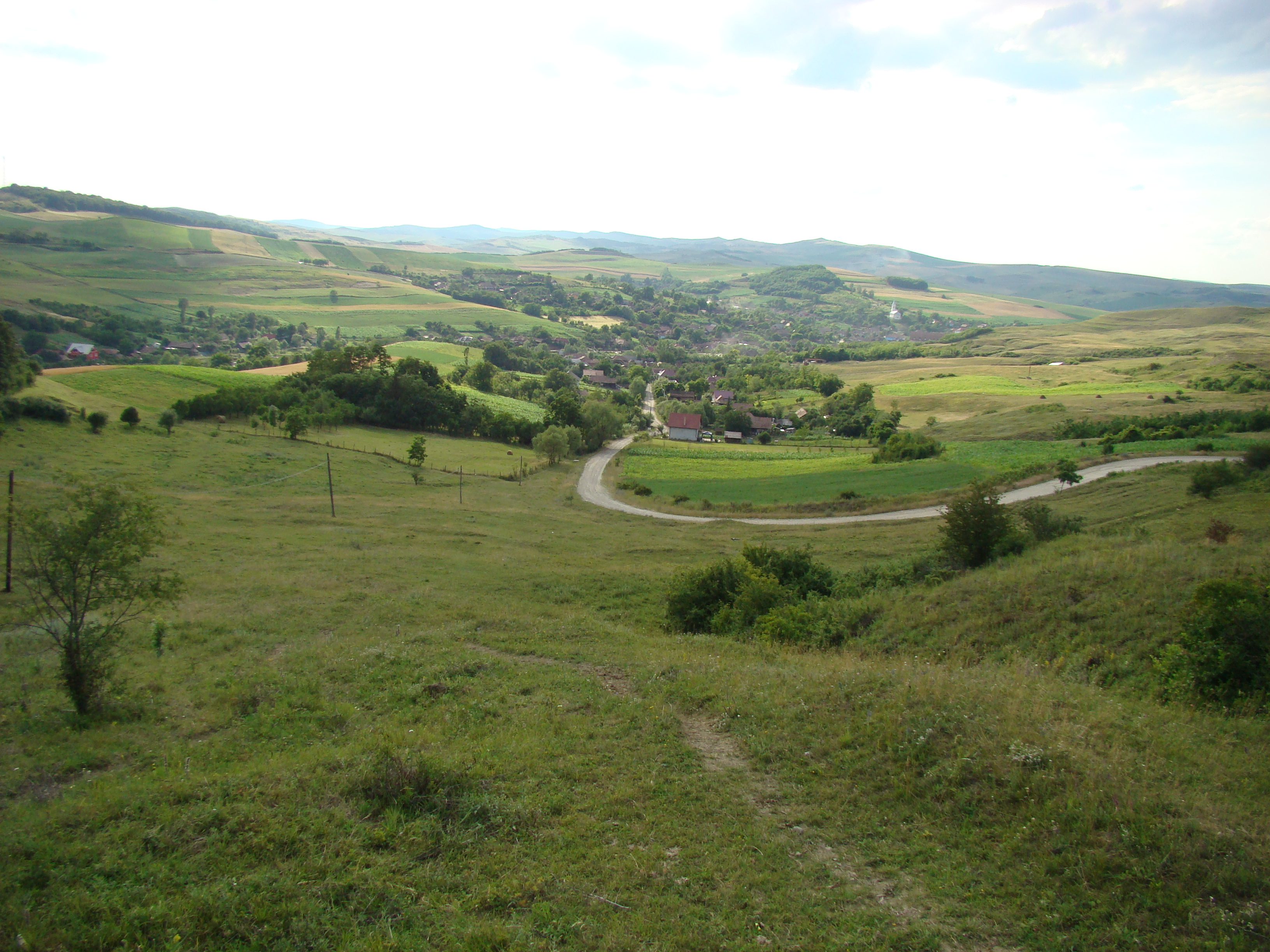
Satul Miceștii de Câmpie
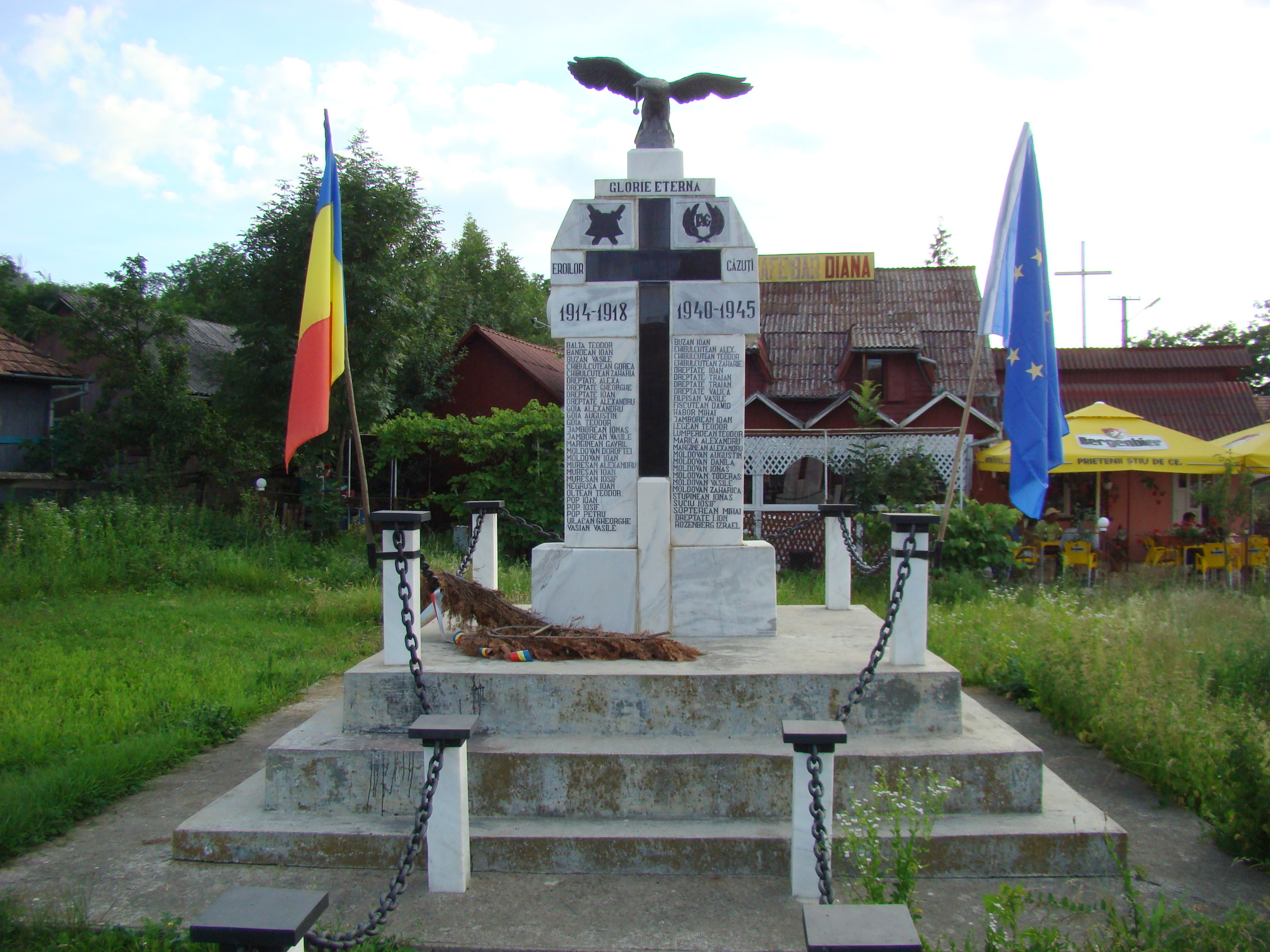
Monumentul Eroilor
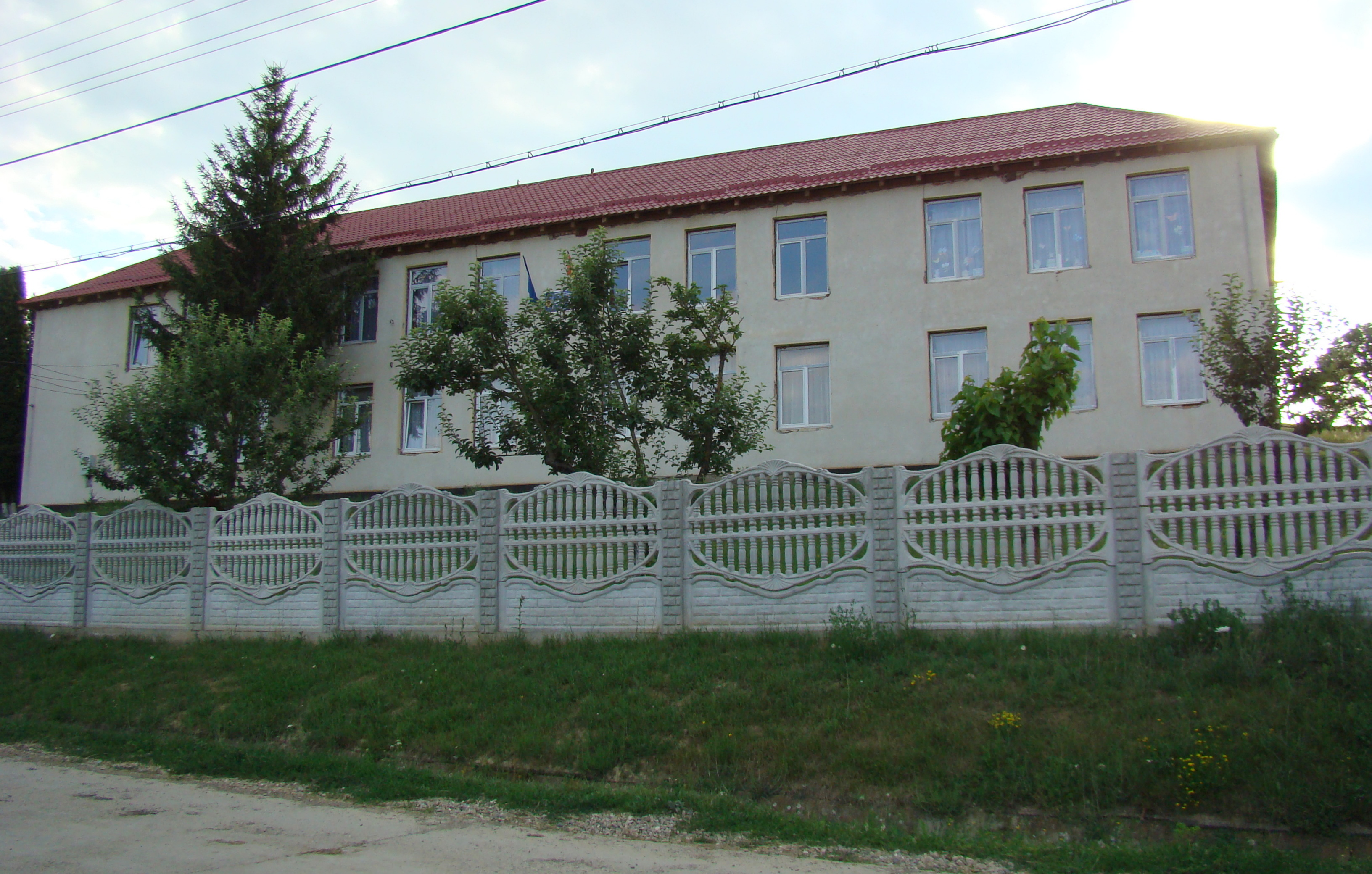
Școala
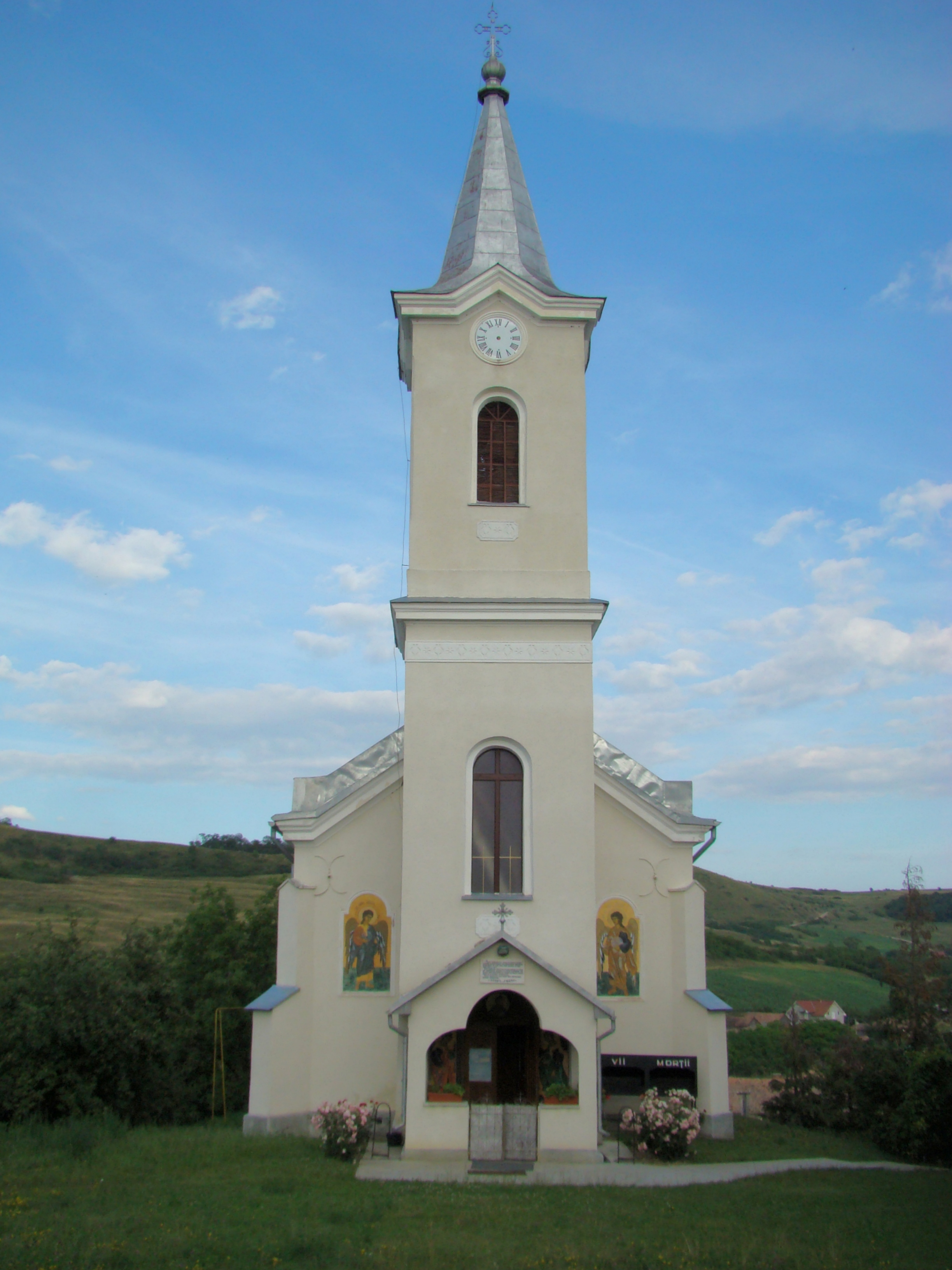
Biserica ortodoxă din Miceştii de Câmpie, cu hramul “Sfinţii Arhangheli Mihail şi Gavriil”
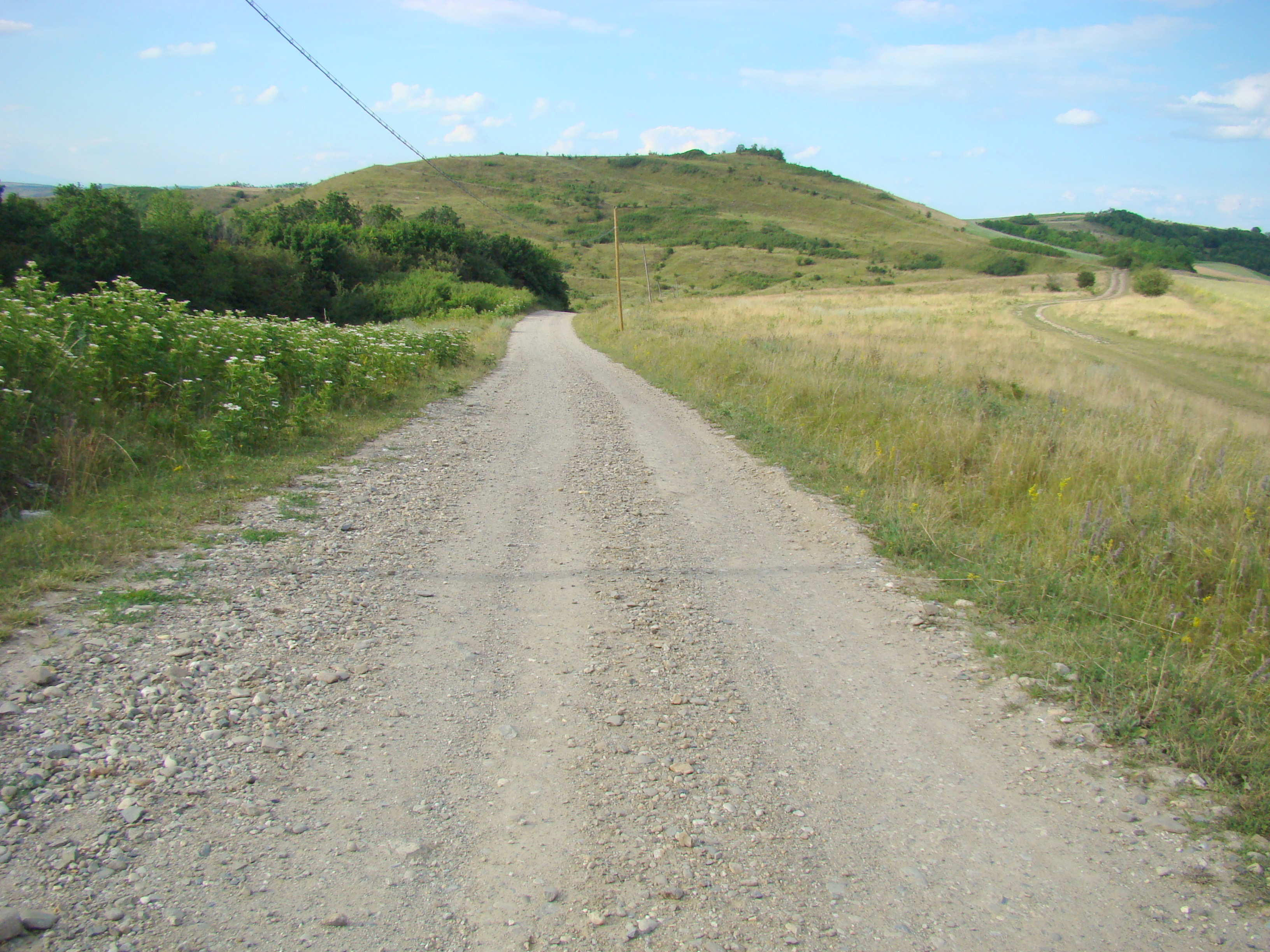
Drumul Fântânița-Miceștii de Câmpie
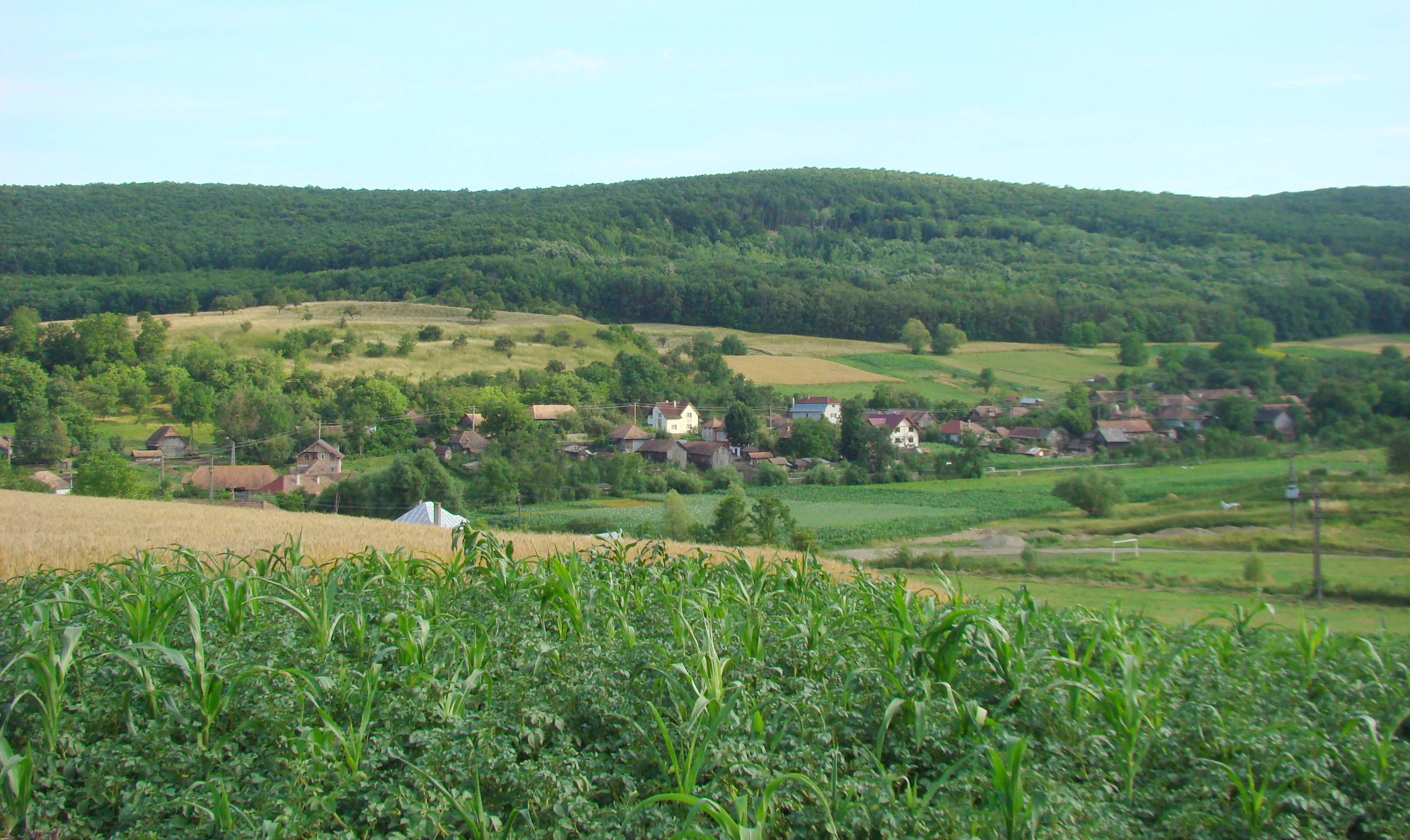
Fântânița
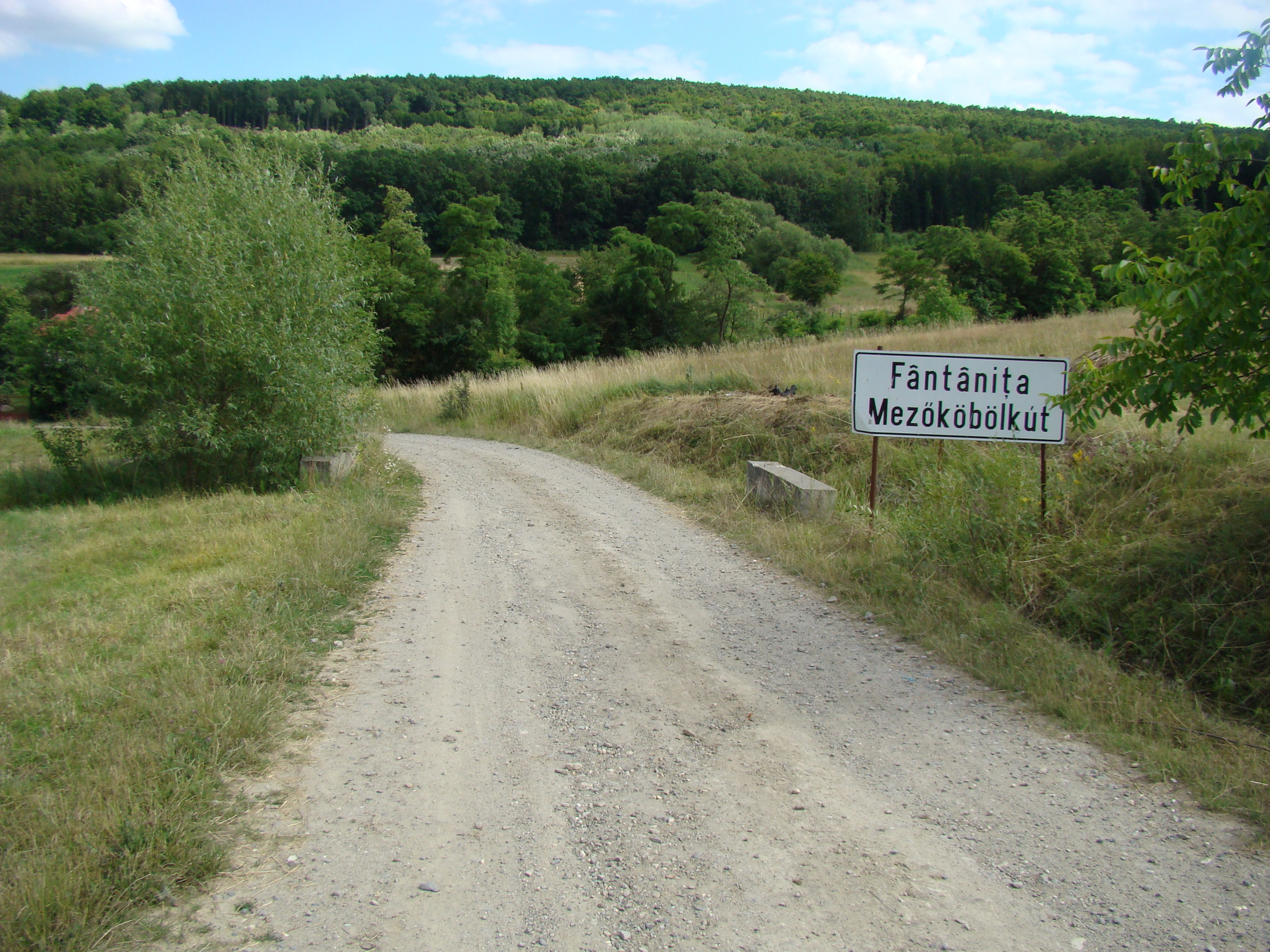
Intrarea în localitate
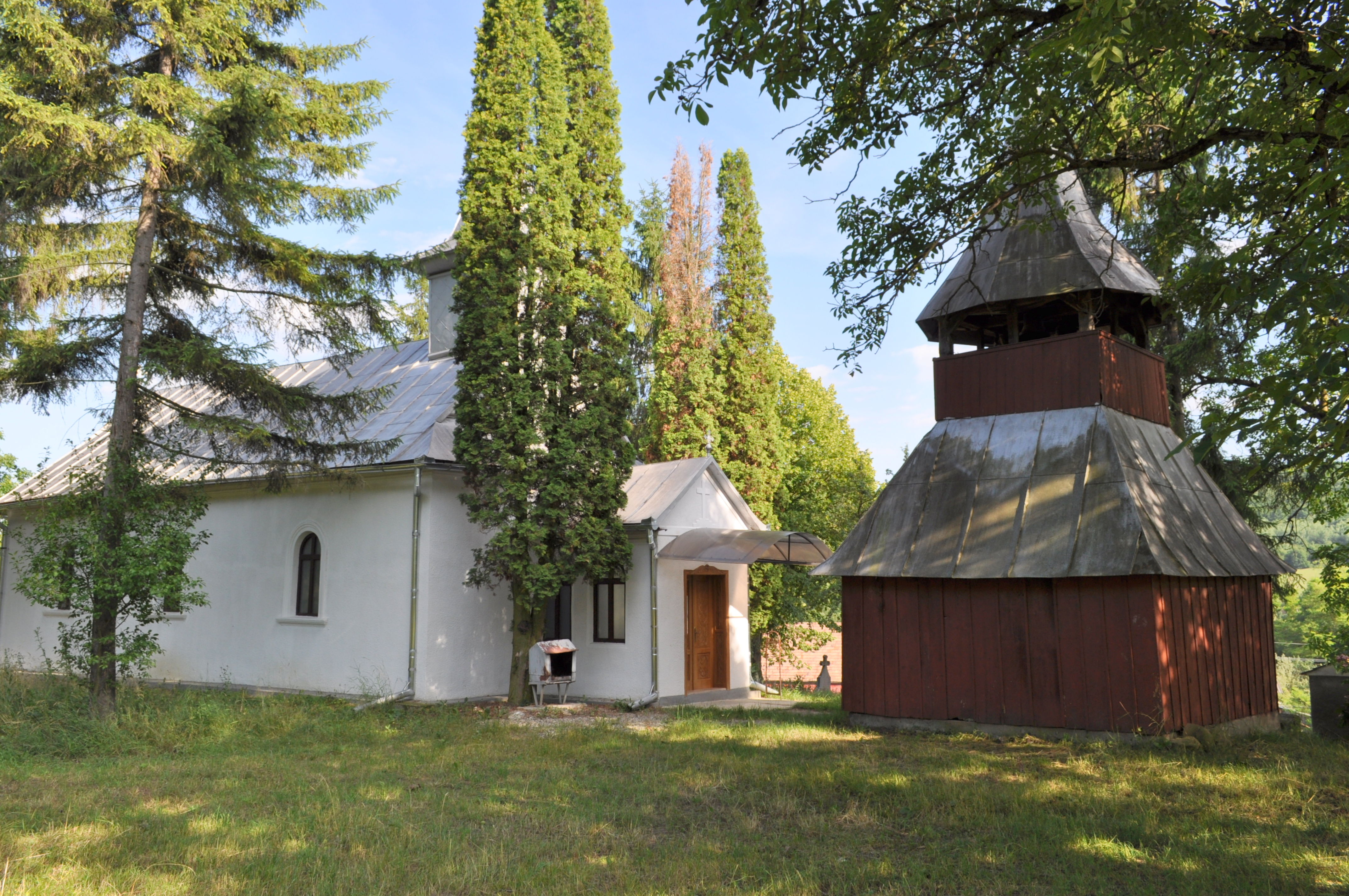
Biserica ortodoxă
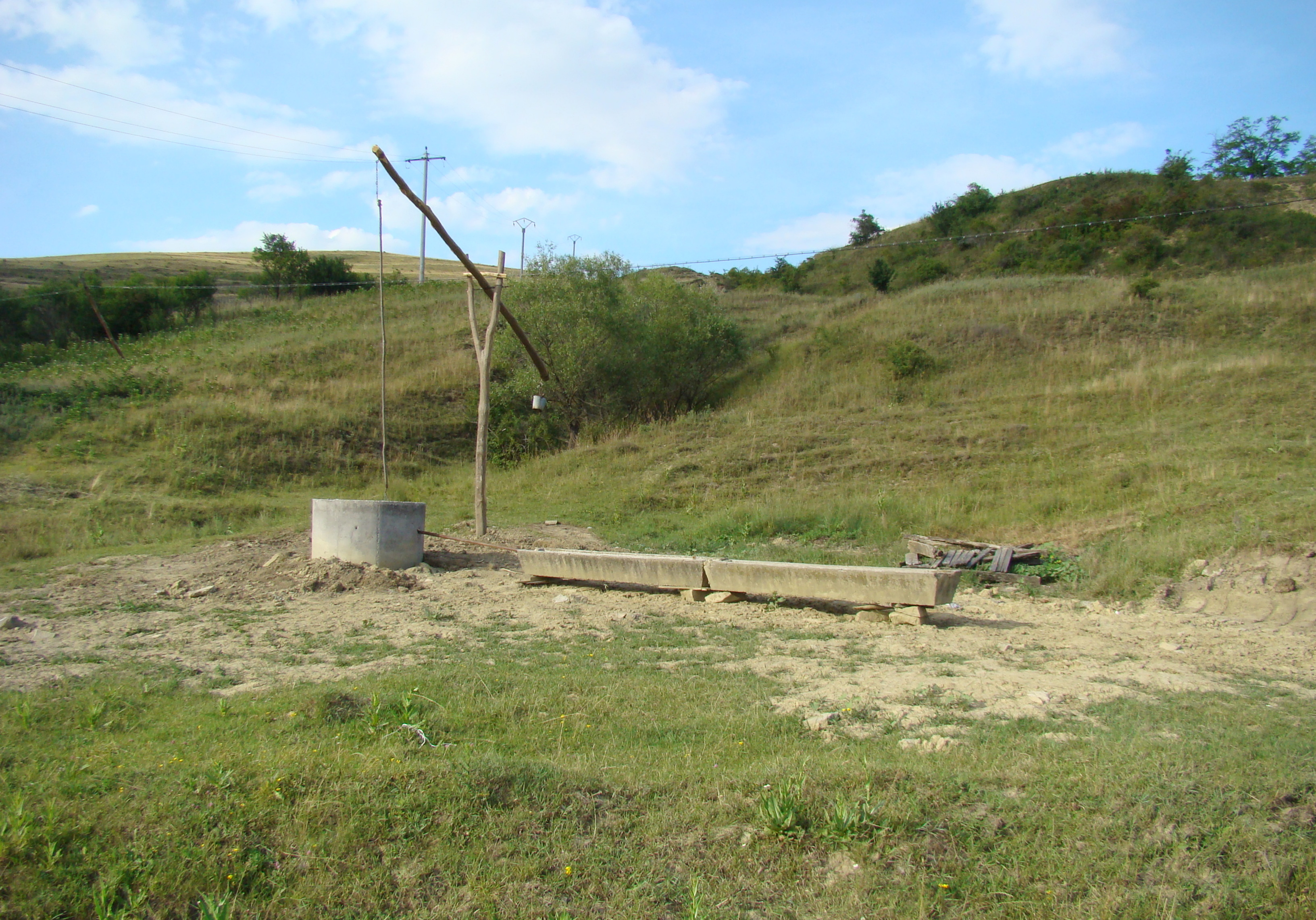
Fântână cu cumpănă
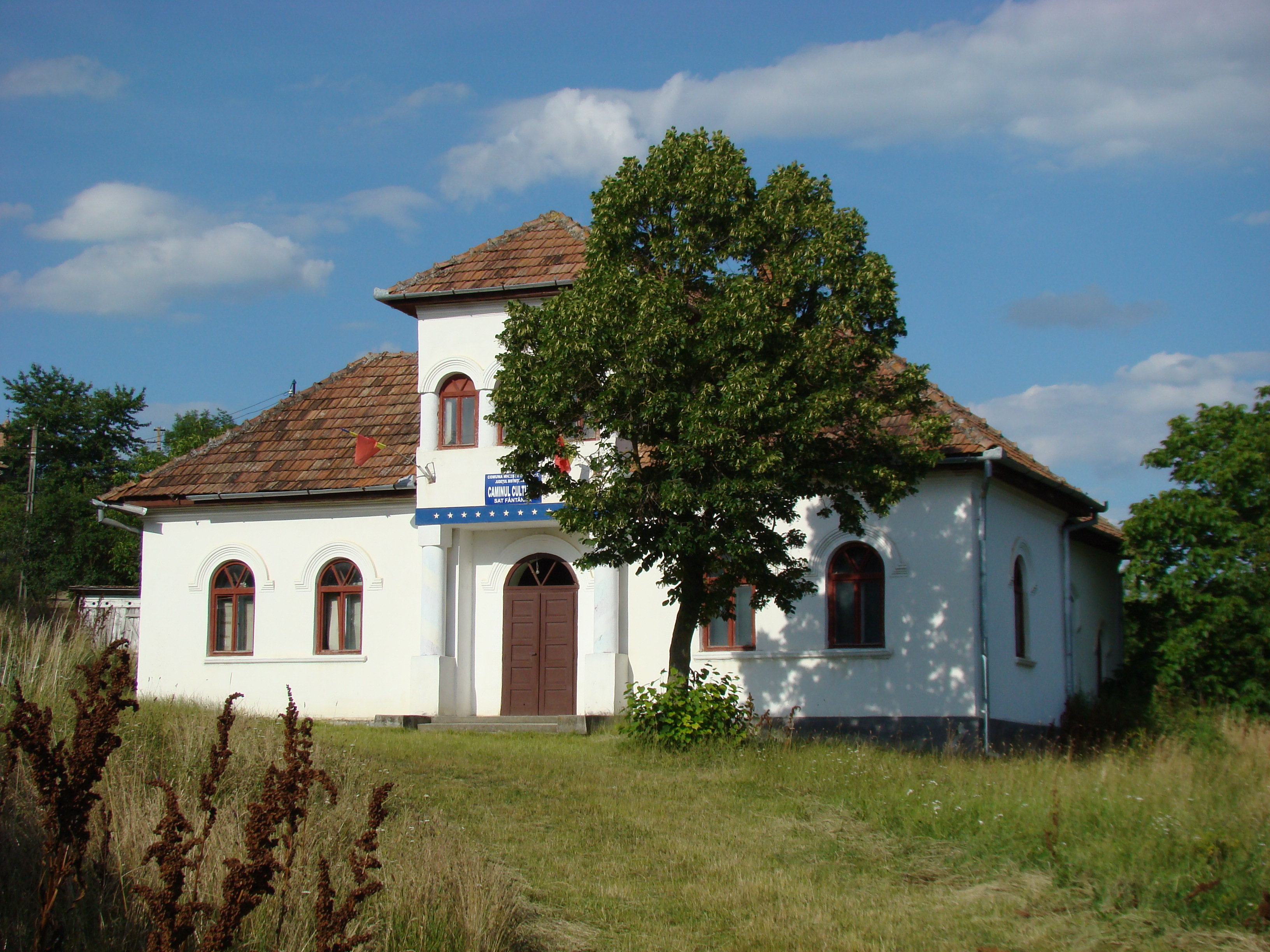
Căminul cultural
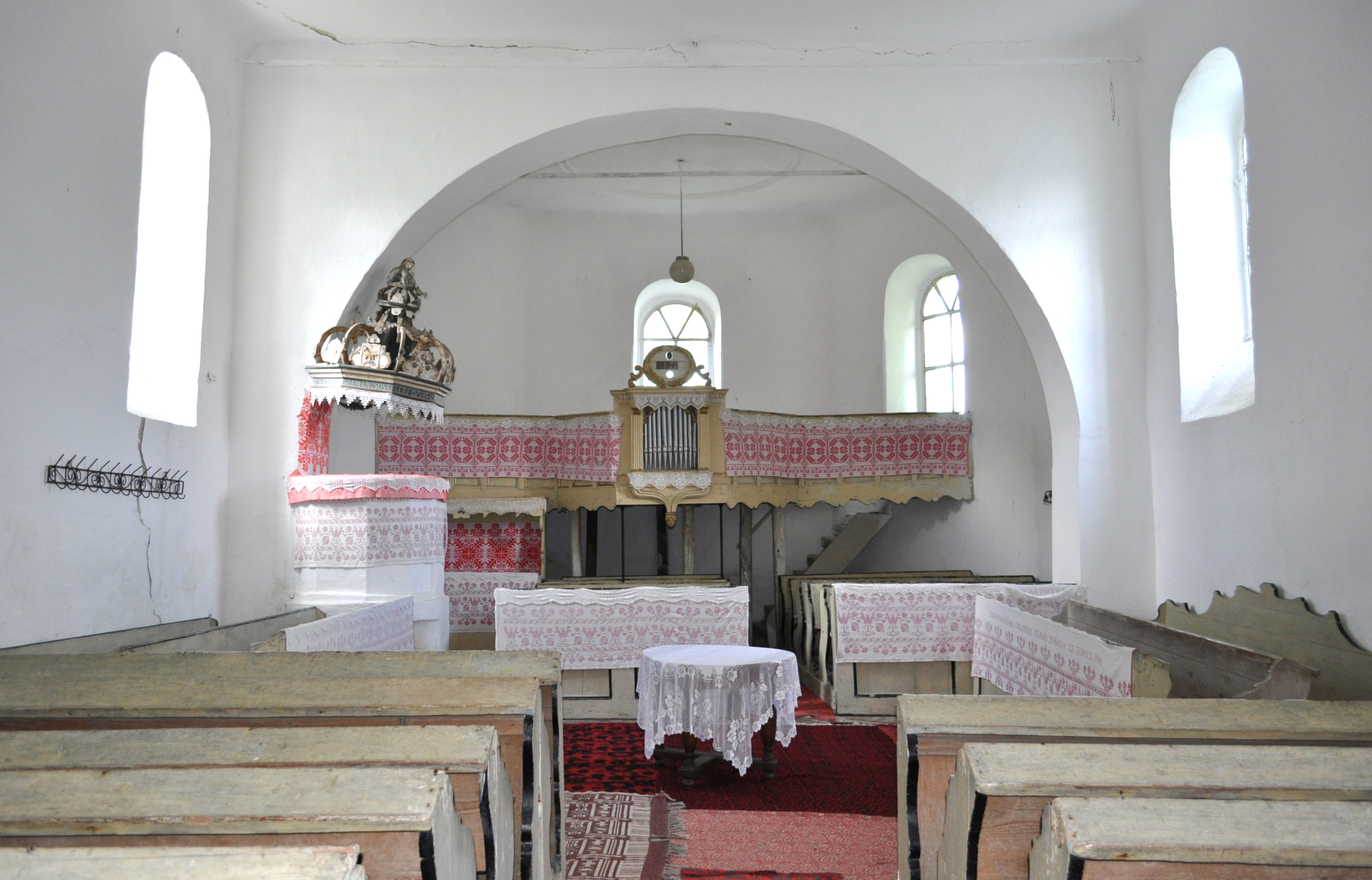
Biserica reformată din satul Fântânița (monument istoric)
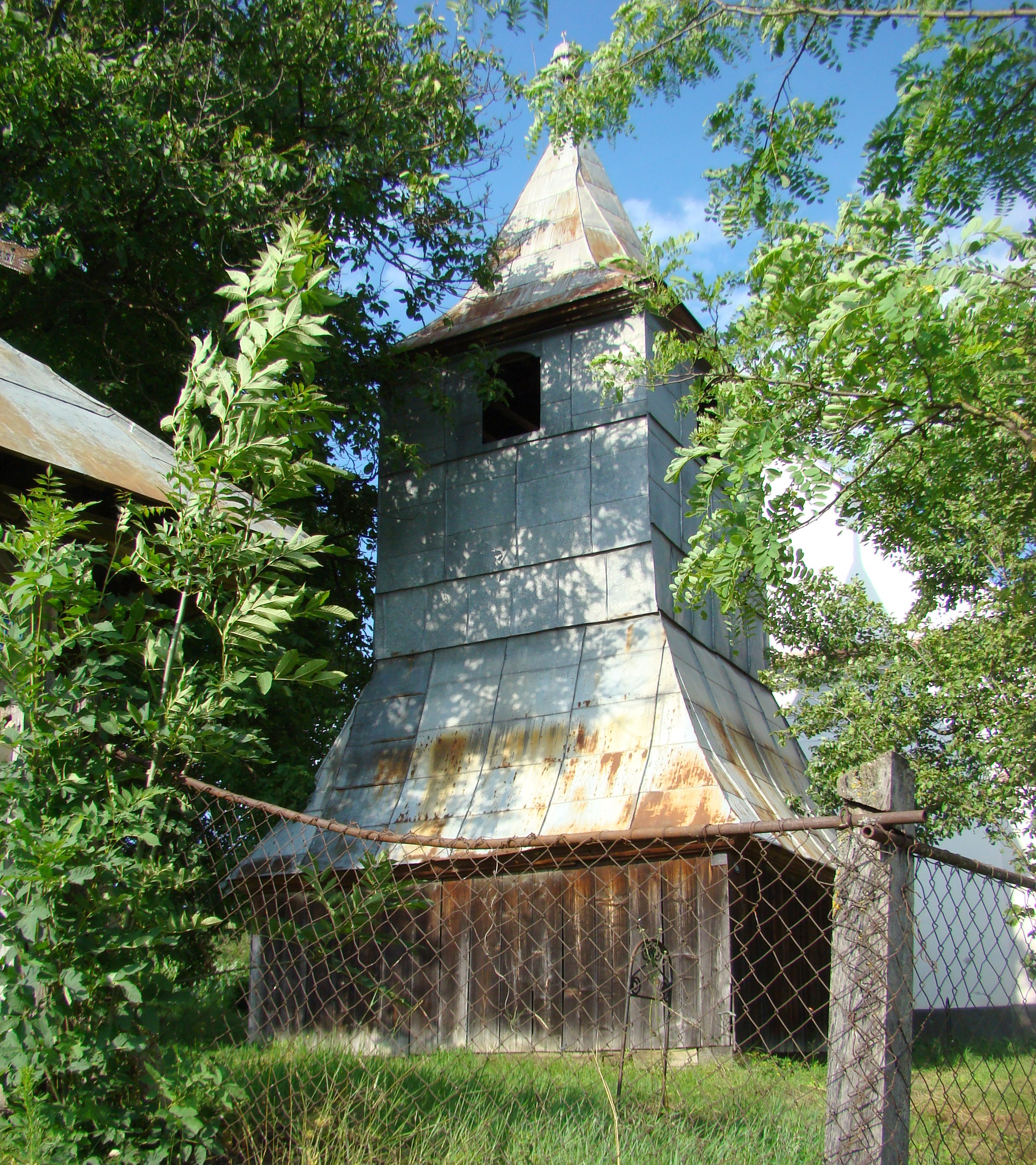
Turn clopotniță din lemn al bisericii reformate din satul Fântânița (monument istoric)
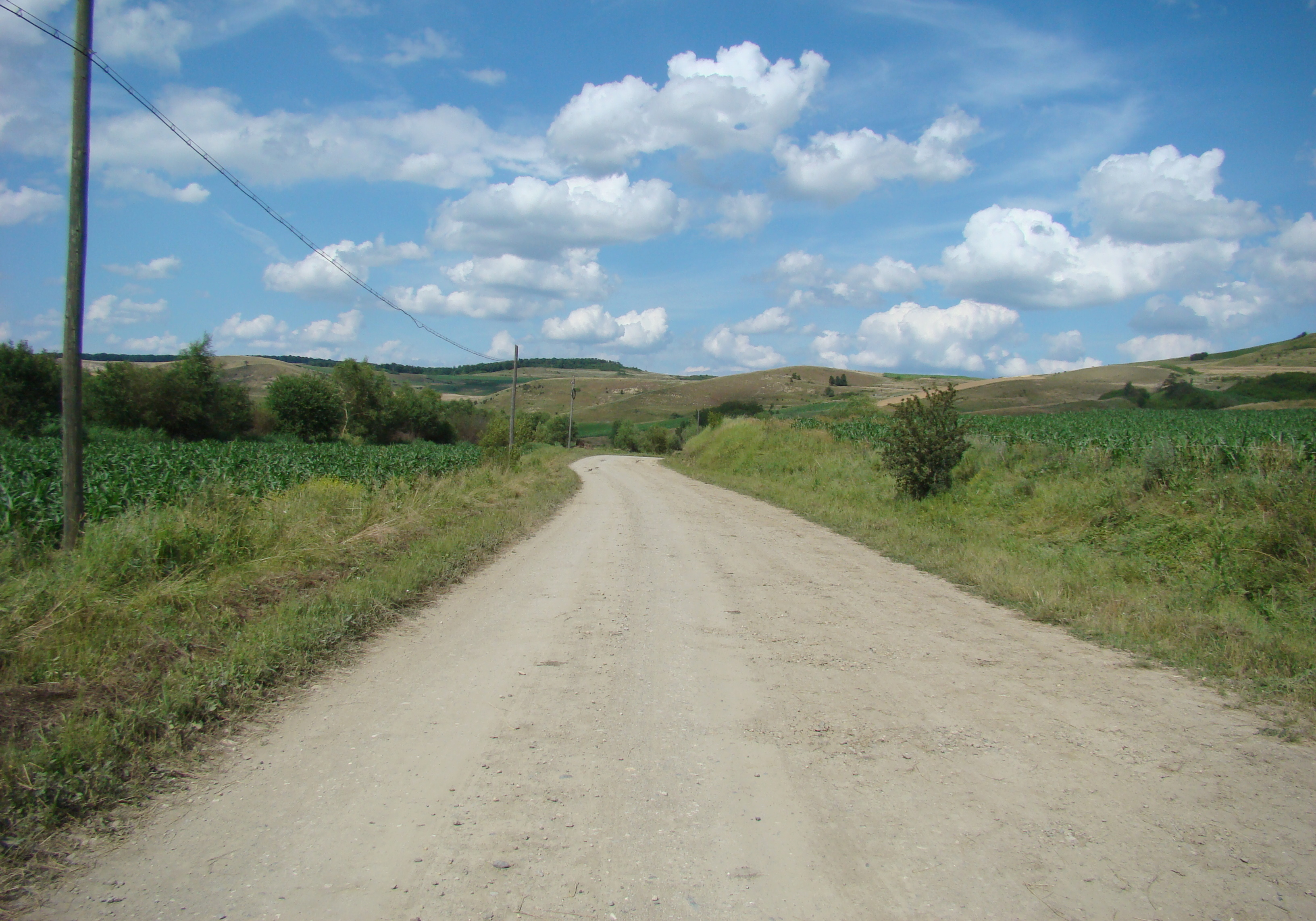
Drumul Silivașu de Câmpie-Visuia
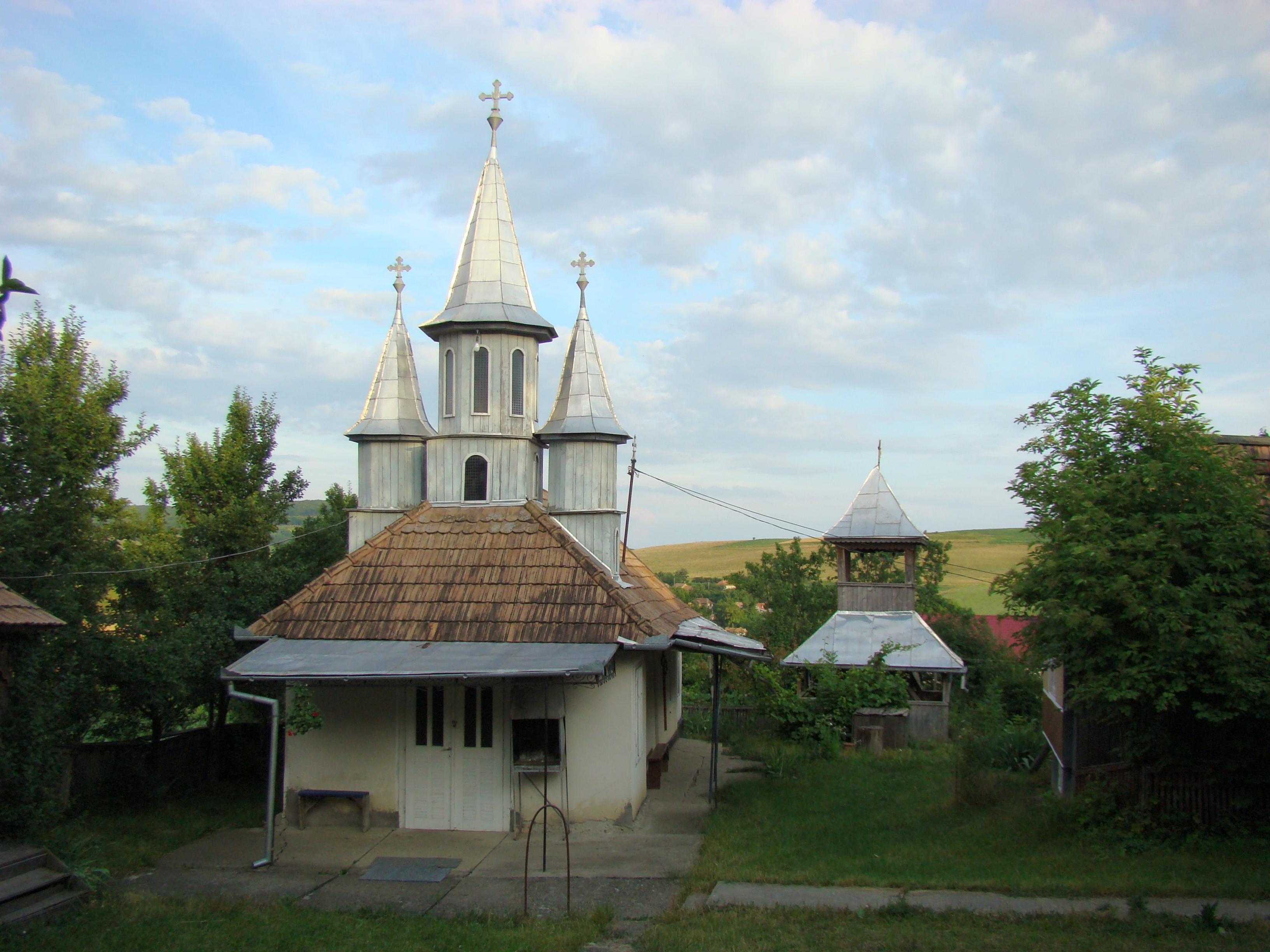
Biserica greco-catolică din Visuia
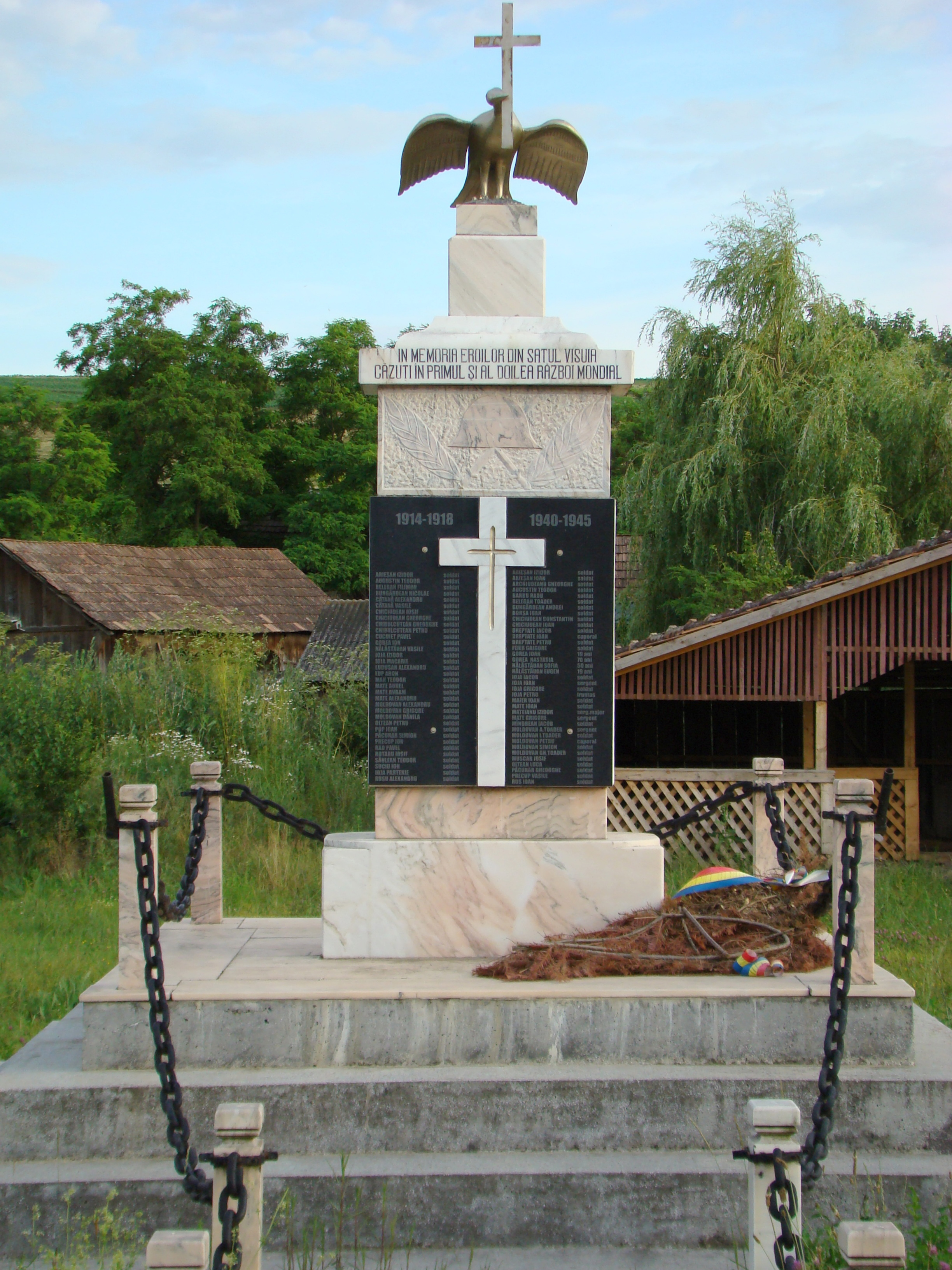
Monumentul Eroilor din Visuia
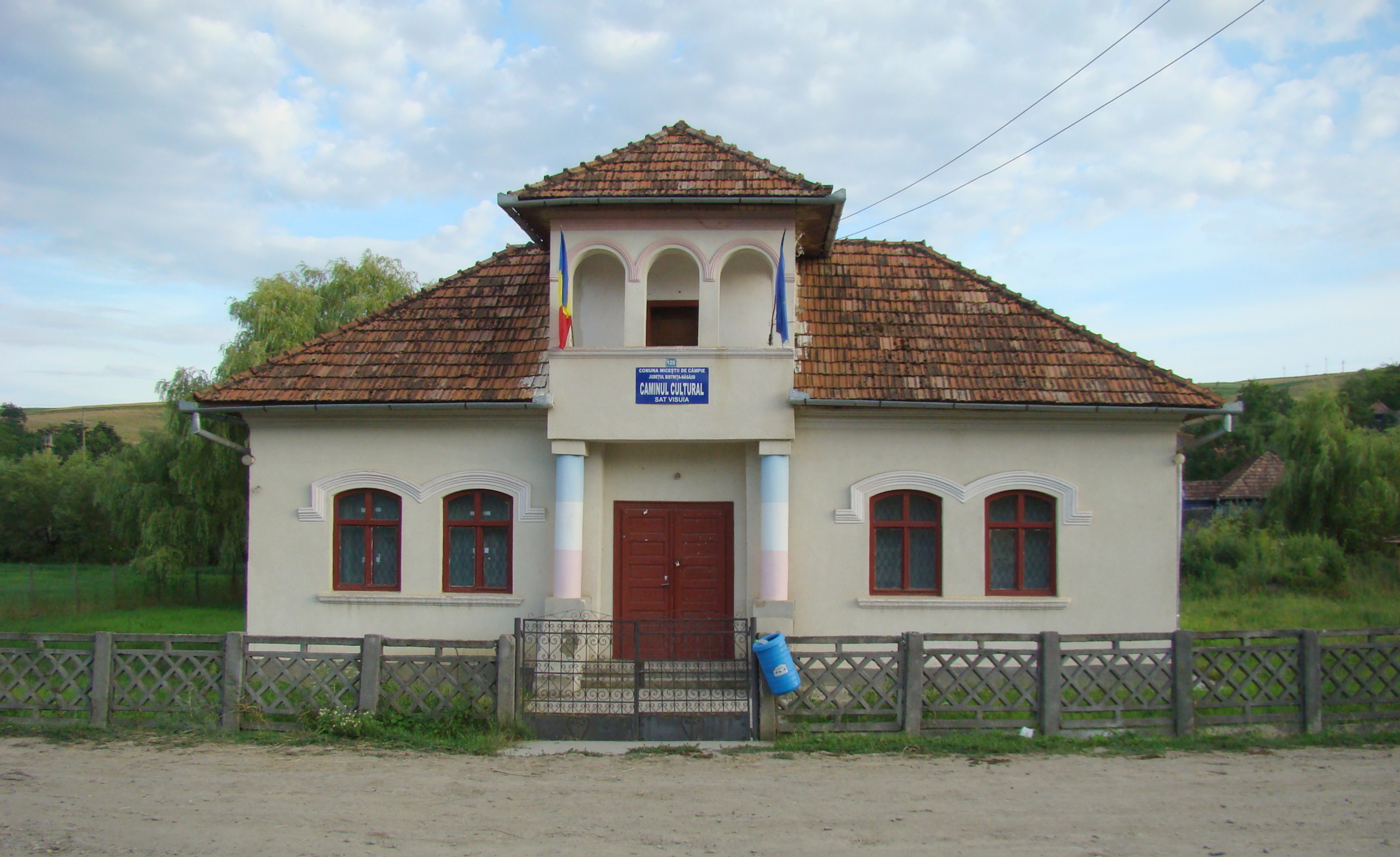
Căminul cultural
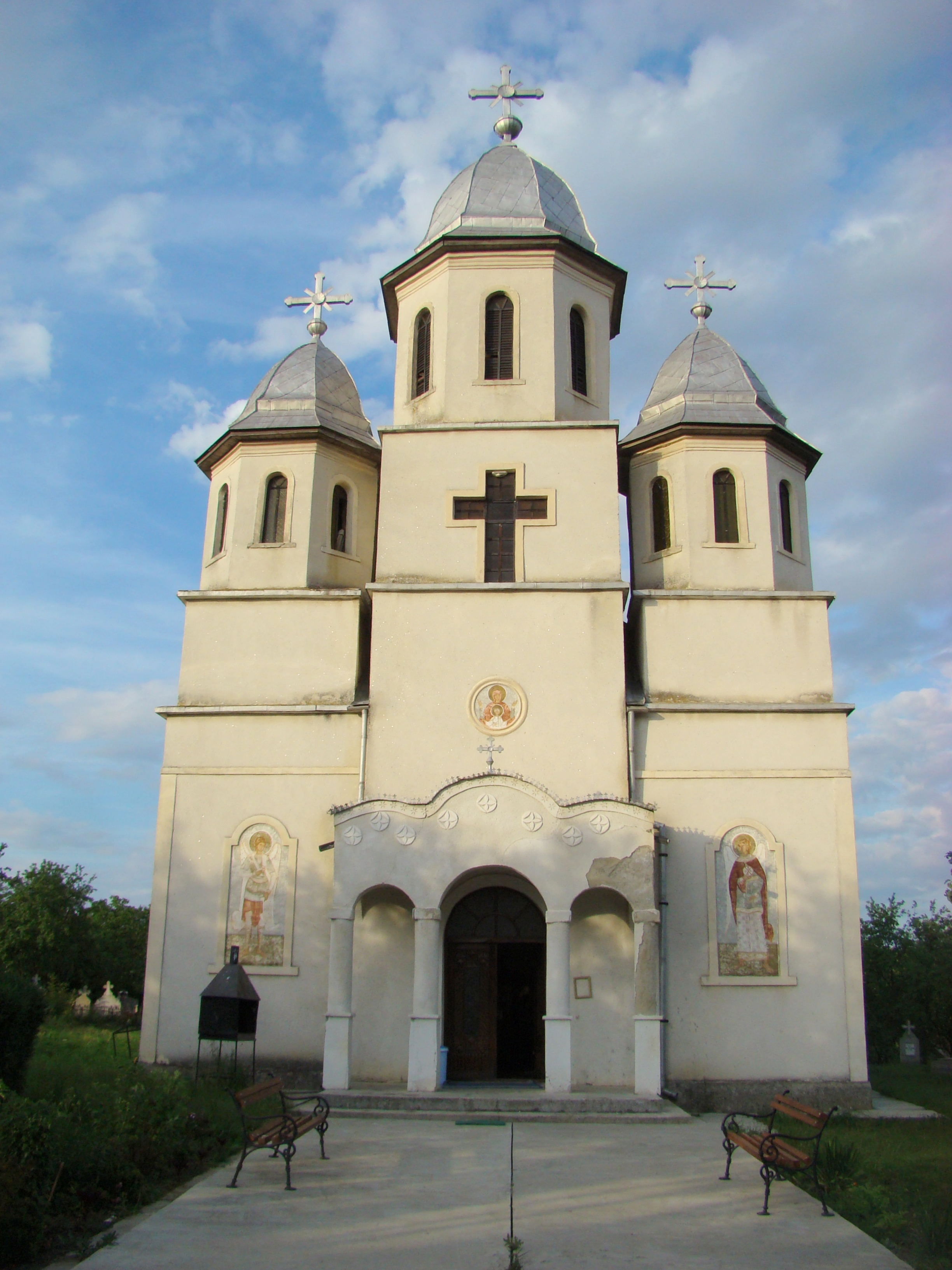
Biserica ortodoxă din Visuia
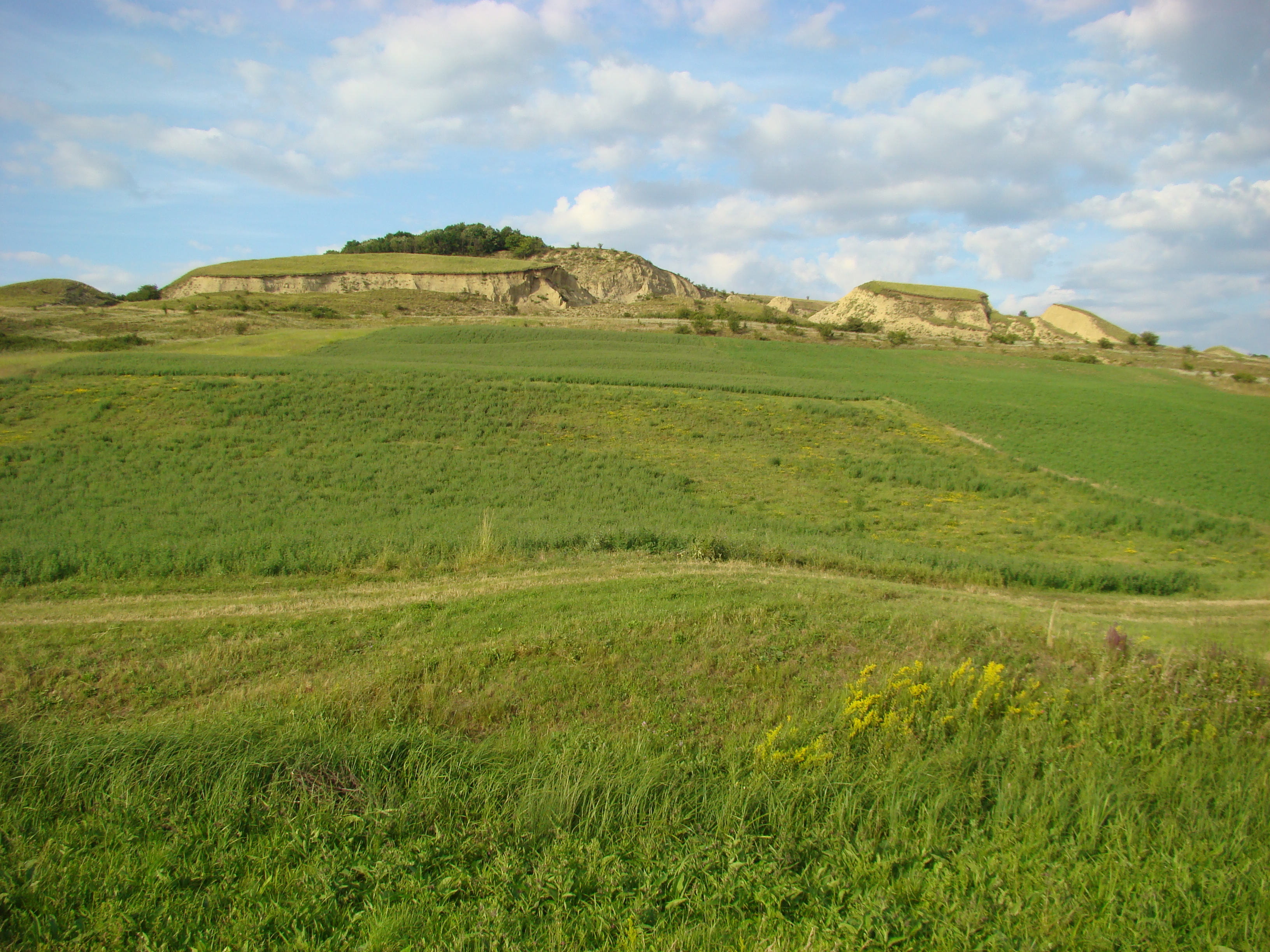
Panoramă din drumul Miceștii de Câmpie-Visuia